# Săcădat
Săcădat is een Roemeense gemeente in het district Bihor.
Săcădat telt 1816 inwoners.